# White Hills, Victoria
White Hills är en förort till Bendigo i Australien. Den ligger i regionen Greater Bendigo och delstaten Victoria, omkring 130 kilometer nordväst om delstatshuvudstaden Melbourne. Antalet invånare är 2 626.
Runt White Hills är det ganska glesbefolkat, med 38 invånare per kvadratkilometer.. 
I omgivningarna runt White Hills växer huvudsakligen savannskog. Genomsnittlig årsnederbörd är 618 millimeter. Den regnigaste månaden är februari, med i genomsnitt 87 mm nederbörd, och den torraste är januari, med 17 mm nederbörd.